# Örelids stenar

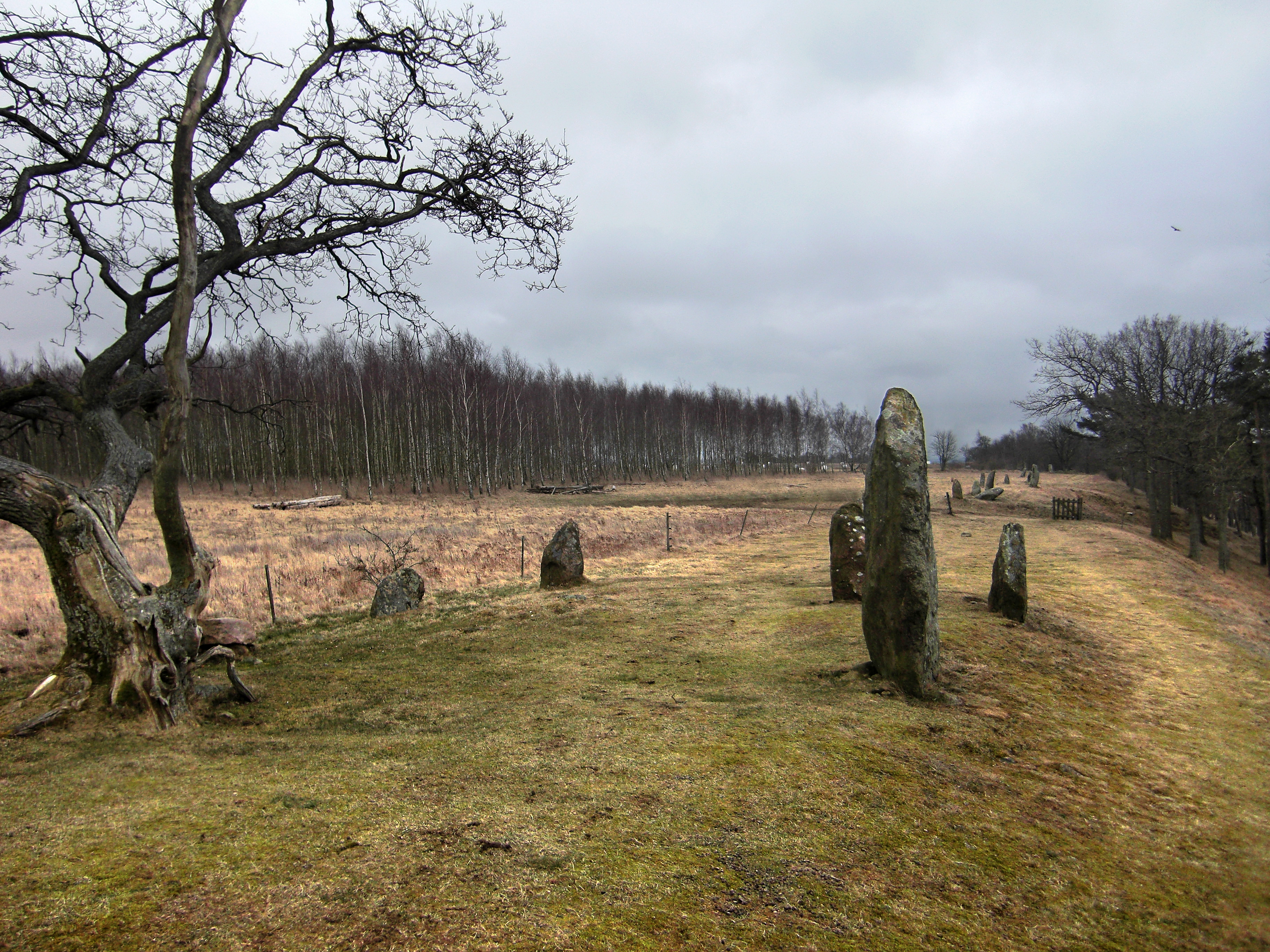
Örelids stenar

Örelids stenar är ett gravfält i Tjärby socken, Laholms kommun i Halland.
Gravfältet består av 36 resta stenar på en sandås med vidsträckt utsikt. En av stenarna benämns Krokstenen eftersom dess topp är böjd. På en av stenarna finns skålgropar. På 1830-talet fanns över 100 stenar. Stenarna är troligen från äldre järnåldern.
Inom området finns även fyra gravhögar som är från bronsåldern. Den största högen ligger i gravfältets södra ände, kallas Dunahög och är knappt två meter hög och 17 meter i diameter. 1930 utgrävdes och borttogs en hög i anslutning till sandåsen, där man hittade en huvudgrav i form av en hällkista och tre sekundärbegravningar, alla från bronsåldern. I huvudgraven fanns en bronsdolk med slida och ett par dubbelknappar. Längre söderut längs åsen finns ytterligare två högar. 
Drygt 100 meter väster om gravfältet utgrävdes 2003 inför vägbygge en boplats och tre gravar från äldre järnålder. I trakten finns ett ytterligare ett 30-tal gravhögar. I närheten ligger Tjärby kyrka.